# Джалалуддин Хассан

Джалалуддин Хассан в малайской опере "Месть лаксаманы". Куала-Лумпур, 3.11.2018

Джалалуддин Хассан (малайск. Jalaluddin Hassan); (18 февраля 1954, Куала-Лумпур) — известный актёр и телеведущий Малайзии.

## Краткая биография
Родился в семье учителя корана.
Начал сниматься в кино с 1994 года (первый фильм «Зов острова» режиссёра Ахмада Фаузи — ремейк фильма 1954 года). За 20 с лишнем лет снялся более чем в 50 фильмах, среди которых наибольшей известностью пользуются фильмы «Мечта» (1998), «Тут нечего смотреть» (2011), «Чичакмен» (2006). Озвучил также ряд мультфильмов на малайский язык и снялся в 8 телесериалах.
Периодически принимает участие в театральных антрепризах, наиболее заметными из которых являются: «Награда» (2002), мюзикл «Мать Заина» (2002), «Танцплощадка Пинке» (2006, по произведению Национального писателя Малайзии Абдула Самада Саида), мюзикл «Бумажная статуя» (2008), малайская опера (бангсаван) «Семерах пади» (2009), малайская опера «Тун Мамат и сны правителя» (2009), малайская опера «Тун Фатима» (2009), мюзикл «Мы» (2010), «Не дежавю» (2012), мюзикл «Запретная любовь» (2013), «Легенда о Дол Саиде» (2014), «Бидасари» (2014), «Самбатхан» (2015), "Месть лаксаманы" (2018).
Бессменно с 2000 года является ведущим малайзийской версии популярной телепрограммы Who Wants to Be a Millionaire?, членом жюри ежегодных театральных фестивалей Малайзии.

## Награды
- Орден «Туанку Джаафар» правителя штата Негри Сембилан и титул «датук» (2007)
- Государственная премия в области культуры (2009)

## Семья
Отец Хассан Азхари; мать Сахара Абдул Самад; жёны Хашима бинти Хаджи Аксан и Йонг Рафида Хаджи Абдул Гани (с 2017 г.); 8 детей